# Defelê Futebol Clube
El Departamento de Força e Luz Futebol Clube, també anomenat Defelê Futebol Clube, fou un club de futbol brasiler de la ciutat de Brasília al Districte Federal del Brasil.
Va ser fundat el 25 de desembre de 1959. Els seus colors eren el vermell i el blanc. Destacà durant els anys seixanta amb tres victòries consecutives en el campionat estatal. El 1968 guanyà el quart campionat, en superar el Rabello Futebol Clube. L'any 1970 disputà el seu darrer campionat i cessà en la seva activitat.

## Palmarès
- Campionat brasiliense:[4]
  - 1960, 1961, 1962, 1968